# Гнєвушев Андрій Михайлович
Гнєвушев Андрій Михайлович (1882 , Київ  — 1920 , Красноярськ, Єнісейська губернія і Владивосток ) — історик, філолог. Автор книги «Сибірські міста в смутні часи» (Київ, 1912).

## Біографія
Народився 1882 року в Києві. Після закінчення Київського університету св. Володимира викладав у гімназії, читав курс російської історії у Київському комерційному інституті. У 1914 році відряджений для занять в архівах Москви, читав лекції в Московському товаристві народних університетів, був членом архівних комісій Костромської та Тульської губерній.
1915 року переїхав до Красноярська, працював у школах і місцевій пресі, уклав «Історію Сибіру» (не вийшла до друку). Після більшовицького перевороту та в роки громадянської війни дотримувався областницьких поглядів (його стаття «Що обіцяє Сибіру Берестейський мир», опублікована в областницькому виданні «Сибірські записки» (1918, № 2-3)). 1919 року був запрошений на кафедру російської історії щойно створеного Владивостокського університету.
Помер 1920 року в Красноярську.
До залишених ним робіт про Сибір відносяться: «До характеристики вільних сибірських переселенців XVII ст.» (1916) та «Російські дослідження північного морського шляху», (Красноярськ, 1919).